# Lavendulan
Le lavendulan est un minéral arséniate de cuivre peu commun, connu pour sa couleur bleu électrique intense caractéristique. Il donne son nom au groupe du lavendulan, dont il est un des trois membres :
- Lavendulan NaCaCu5(AsO4)4Cl·5H2O
- Sampléite NaCaCu5(PO4)4Cl·5H2O
- Zdènekite NaPbCu5(AsO4)4Cl·5H2O

La lemanskiite et le lavendulan sont des dimorphes c'est-à-dire qu'ils ont la même formule mais des structures différentes. La lemanskiite est tétragonale, mais le lavendelan est monoclinique. Le lavendulan a la même structure que la sampléite et les deux minéraux forment une série. C'est l'analogue calcique de la zdenĕkite et l'analogue arséniate de la sampléite.

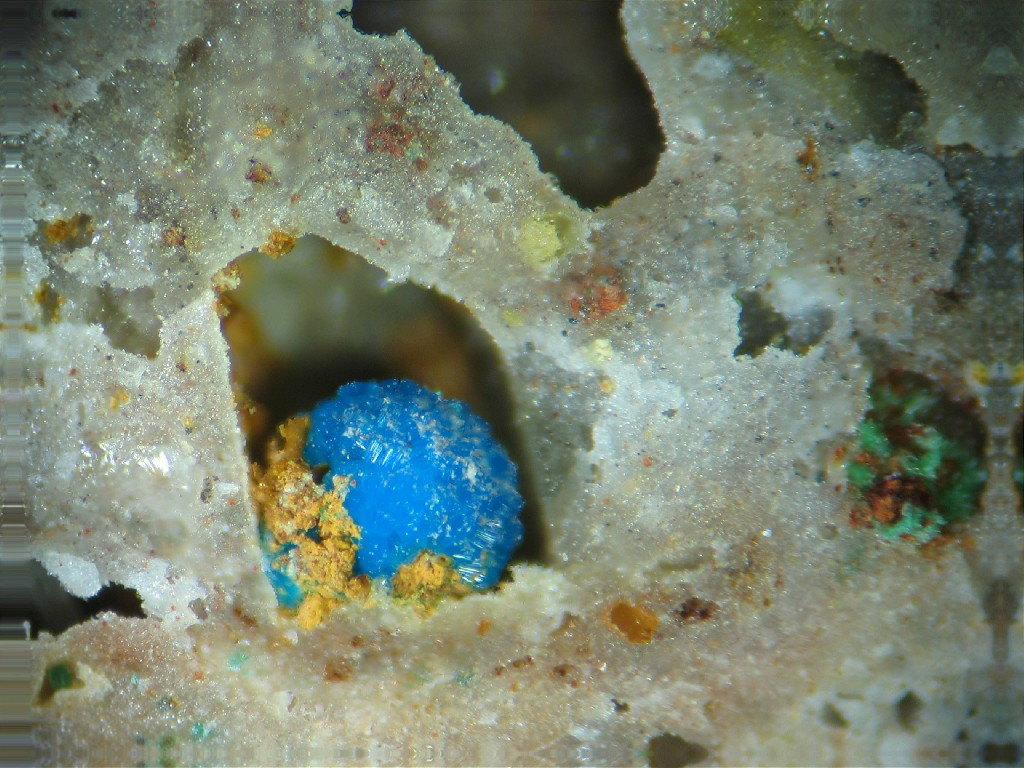
Détail d'un spécimen venant d'Andalousie (Mine Maria Josefa à Almería). Largeur de champ : 4 × 3 mm

Lavendulan a été nommé à l'origine pour la couleur lavande du spécimen « type », qui a depuis été déterminé comme étant un mélange sans rapport avec le lavendulan tel que défini actuellement. Le minéral appelé maintenant lavendulan n'est pas de couleur bleu lavande et n'a aucun rapport avec le matériau « type » d'Annaberg. Les impuretés sont principalement du potassium, du cobalt et du nickel.

## Maille élémentaire
Le lavendulan est monoclinique, mais l'angle β étant très proche de 90°, il rend ce minéral pseudo-orthorhombique. La plupart des références décrivent la maille élémentaire du lavendulan comme étant orthorhombique et contenant 8 unités de formule (Z = 8) mais le site Mindat.org annonce une maille élémentaire monoclinique avec une longueur de l'axe b divisée par deux, seulement 4 unités de formule par maille élémentaire (Z = 4) et le groupe d'espace P21/n. Les paramètres de maille sont rapportés comme :
- a = 9,73 Å, b=41,0 Å, c=9,85 Å, Z=8[5]
- a = 9,815 Å, b = 40,394 Å, c = 9,99 Å, Z = 8[6]
- a = 9,73 Å, b = 41,0 Å, c = 9,85 Å, Z = 8[7]
- a = 10,011 Å, b = 19,478 Å, c = 10,056 Å, β = 90,37°, Z = 4[4]

## Propriétés physiques
Le lavendulan est un minéral translucide bleu ou bleu verdâtre, avec un lustre vitreux à cireux, satiné en agrégats, et avec un trait bleu clair. Son apparence montre de fines croûtes botryoïdes (en forme de grappe) de minuscules fibres rayonnantes ou de fines plaques rectangulaires pseudo-orthorhombiques, comprenant un clivage dans trois directions, presque parfaitement perpendiculaires à l'axe cristallin b, et distinctes perpendiculaires aux axes a et c. Le macle (jumelage) est courant. Le minéral est cassant, produisant une fracture inégale, est assez tendre, de dureté 2,5, entre gypse et calcite, et relativement dense. Sa masse volumique est de 3,84, comparable à celle de la topaze, et beaucoup plus dense que le quartz (densité 2,5 à 2,7). Il est facilement soluble dans l'acide chlorhydrique.

## Propriétés optiques
L'indice de réfraction varie avec la direction de propagation de la lumière, entre 1,64 et 1,75, chiffre assez élevé, entre topaze et rubis. Le lavendulan est optiquement biaxe (-), et la plupart des sources citent des valeurs pour trois indices de réfraction, pour la lumière se déplaçant parallèlement aux trois axes cristallins. Certaines sources, cependant, présentent le lavendulan comme presque uniaxe (-) et n'affichent que deux indices de réfraction, pour les rayons ordinaires et extraordinaires.
- Nx = 1,645, Ny = 1,715 Nz = 1,725[5]
- Nx = 1,660, Ny = 1,715 Nz = 1,734[4]
- Nx = 1,66, Ny = 1,715 Nz = 1,734[6]
- Nω = 1,748, Nε = 1,645[7]

Le lavendulan est pléochroïque, avec O = bleu pâle à bleu verdâtre pâle et E = bleu à bleu verdâtre,.

## Environnement
Le lavendulan est un minéral secondaire rare dans la zone oxydée de certains gisements de cuivre-arsenic.

## Identification mouvementée
Un minéral bleu lavande a été découvert en 1837 par Johann F. A. Breithaupt à Annaberg dans l'Erzgebirge, région montagneuse s'étendant sur la République tchèque et l'Allemagne. Il a été nommé « lavendulan » en rapport avec sa couleur, et Annaberg était la localité type désignée. En 1853, Vogel trouve un spécimen de lavendulan de Joachimstal, également dans l'Erzgebirge, similaire en apparence et en caractéristiques au minéral d'Annaberg. En 1877, Goldsmith examine quelques spécimens d'arséniate de cuivre bleu turquoise provenant des gisements de cobalt de San Juan, au Chili, et les identifie comme du lavendulan.
Près de cinquante ans plus tard, en 1924, William Foshag découvre que le spécimen chilien était entièrement distinct de celui de Joachimstal, et qu'il s'agit donc d'un nouveau minéral, à qui il donne le nom de freirinite, de la localité, la mine Blanca, Freirina, Province de Huasca, Région d'Atacama au Chili.
En 1957, cependant, Claude Guillemin découvre que le lavendulan et la freirinite des localités types donnaient des résultats en diffraction sur poudre identiques, et la freirinite a été rejetée en tant qu'espèce minérale. Cinquante ans après encore, en 2007, Geister et al. a réexaminé le spécimen type de Breithaupt et a découvert qu'il s'agissait d'un mélange sans rapport avec le lavendulan moderne. La deuxième localité où le lavendulan a été trouvé se trouve en République tchèque, de sorte que la localité type de l'espèce y a été modifiée, à savoir St Joachimsthal, district de St Joachimsthal, Erzgebirge, région de Karlovy Vary, Bohême, République tchèque. Le matériel type est conservé à l'École des mines de Freiberg en Allemagne, sous la référence 20944.

## Occurrences
Dans la localité type, le lavendulan est associé à l'érythrite et à un molybdate de cobalt appelé à l'origine pateraïte, mais maintenant discrédité. À San Juan, au Chili, il est associé à l'érythrite, à la cuprite, à la malachite et au rad cobaltien. À la mine de Cap Garonne, au Pradet, dans le Var, en France, les minéraux associés sont la chalcophyllite, la cyanotrichite, la parnauite, la mansfieldite, l'olivénite, la tennantite, la covellite, la chalcanthite, l'antlérite, la brochantite et la géminite. Il est également présent à Tsumeb, en Namibie, associé à de l'adamite cuprienne, de la conichalcite, de l'o'danielite, de la tsumcorite, de la fahléite, du quartz, de la calcite et du gypse.